# وهيب البيطار
وهيب رشيد البيطار (1916 - 15 سبتمبر 1985) مسؤول حكومي وشاعر فلسطيني. ولد في نابلس. حصل على إجازة التدريس في التربية والآداب عام 1938 من جامعة القاهرة، ثم شهادة المحاماة والمرافعة أمام المحاكم الشرعية في فلسطين. عمل مدرّسًا، وفي القسم العربي لإذاعة فلسطين، ومفتّشًا في وزارة التربية‌ في عمّان، ومفتّش لواء إربد، ومحافظًا للكرك، ومستشارًا ثقافيًا في السفارة الأردنية في دمشق حتى تقاعده.

## سيرته
ولد وهيب رشيد البيطار سنة 1335 هـ/ 1916 م في مدينة‌ نابلس بفلسطين العثماني ونشأ بها. حصل على‌ شهادة الثانوية من مدرسة النجاح الوطنية فيها سنة 1934، ثم انتقل إلى‌ مدرسة دار العلوم العليا بالقاهرة حيث حصل على‌ إجازة التدريس في التربية والآداب سنة 1938، ثم حصل على‌ شهادة تخوّله ممارسة المحاماة والمرافعة في المحاكم الشرعية الفلسطينية في الأربعينيات، ثم حصل على‌ شهادة استكمال متطلبات المعلمين الأعلى‌. 

عمل مدرّسًا منذ تخرجه سنة 1938، وعمل في القسم العربي لإذاعة فلسطين، وتنقل بين وظائف إدارية بلواء نابلس، ثم عمل مديرًا للمدرسة الفاضلية بمدينة طولكرم حتى نهاية سنة 1956، وعيّن بعد ذلك مفتشًا في وزارة التربية‌ بعمّان. انتقل إلى‌ إربد بعده حيث شغل منصب لواء إربد لمدة خمس سنوات، وعمل أيضًا محافظًا للكرك، ثم عاد إلى‌ وزارة التربية وعمل وكيلًا لها. عمل مستشارًا ثقافيًا في السفارة الأردنية بدمشق حتى‌ تقاعده في 1971. لكنه أعيد مستشارًا في ديوان المحاسبة حتى أعفي من العمل بناءً على طلبه في 1980.

في 15 سبتمبر 1985/ 1 محرم 1406 أِصيب بنوبة قلبية توفي على أثرها عن عمر يناهز 69 عاما. أقامت رابطة الكتّاب الأردنيين حفل تأبين له في ذكرى وفاته الأولى سنة 1986.

## شعره
له ديوان شعر بعنوان «أنّه معلّم». ذكر في معجم البابطين عنه «يدور شعره حول الشكوى والعتاب، وله شعر في المناسبات الدينية كالمولد النبوي، وذكرى الإسراء والمعراج مازجًا ذلك بقضية وطنه المحتل، إلى جانب شعر له يعبّر فيه عن معاناته كمعلم، الشعر لديه أكسير الحياة وهو الشاطئ الهادئ الذي يلوذ به ويلجأ إليه عندما يعرض عنه الآخرون، وكتب في الغزل، كما كتب الأناشيد ذات المنزع الوطني الحماسي، داع إلى الوحدة بين الأقطار العربية باعتبارها السد المنيع في مواجهة المتآمرين على مستقبل هذه الأمة، تميز بجدة طرحه، وطواعية لغته، وخياله النشط.»

## جوائزه
- 1973: وسام التربية من الدرجة الأولى. [8]